# Kazimierz Bednawski
Kazimierz Bednawski (ur. 22 lutego 1931, zm. 8 lutego 1985 we Wrocławiu) – polski lekkoatleta, skoczek o tyczce.
Halowy mistrz Polski (1955). Wielokrotny finalista mistrzostw Polski na stadionie, nigdy nie zdobył medalu tych zawodów.
Podczas igrzysk studenckich (poprzednika uniwersjady) w 1957 zajął 6. miejsce (ex aequo) w skoku o tyczce z wynikiem 4,00.
Absolwent AWF Warszawa (1955).

## Rekordy życiowe
- Skok o tyczce – 4,24 (1958)[1]